# Мамборе
Мамборе (порт. Mamborê) — муниципалитет в Бразилии, входит в штат Парана. Составная часть мезорегиона Западно-центральная часть штата Парана. Входит в экономико-статистический микрорегион Кампу-Моран. Население составляет 14 509 человек на 2006 год. Занимает площадь 778,683 км². Плотность населения — 18,6 чел./км².
Праздник города — 10 сентября.

## История
Город основан 28 июля 1960 года.

## Статистика
- Валовой внутренний продукт на 2003 год составляет 215 043 136,00 реалов (данные: Бразильский институт географии и статистики).
- Валовой внутренний продукт на душу населения на 2003 год составляет 14 525,04 реала (данные: Бразильский институт географии и статистики).
- Индекс развития человеческого потенциала на 2000 год составляет 0,745 (данные: Программа развития ООН).